# Канцелярські товари

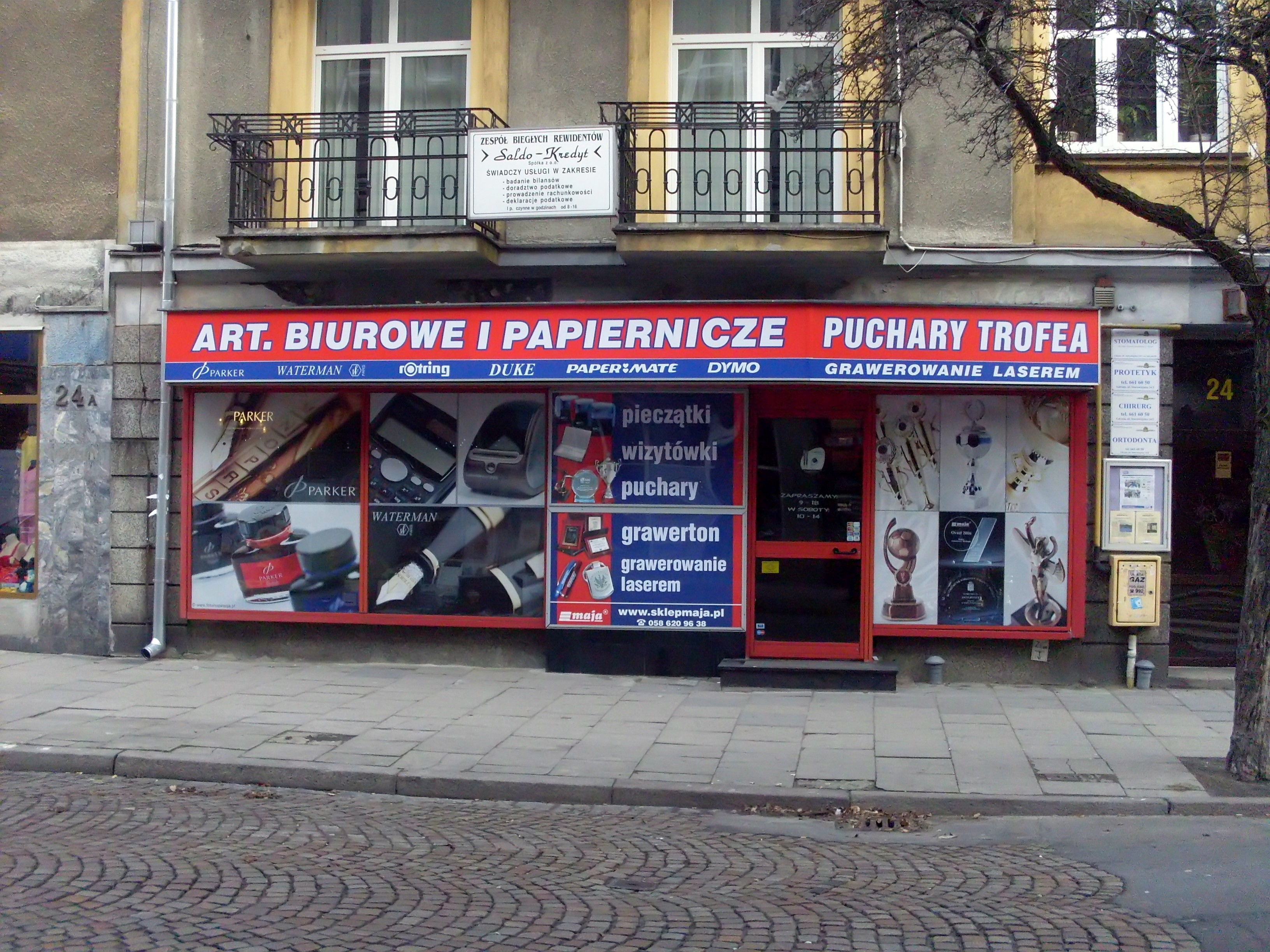
Магазин канцелярських товарів.

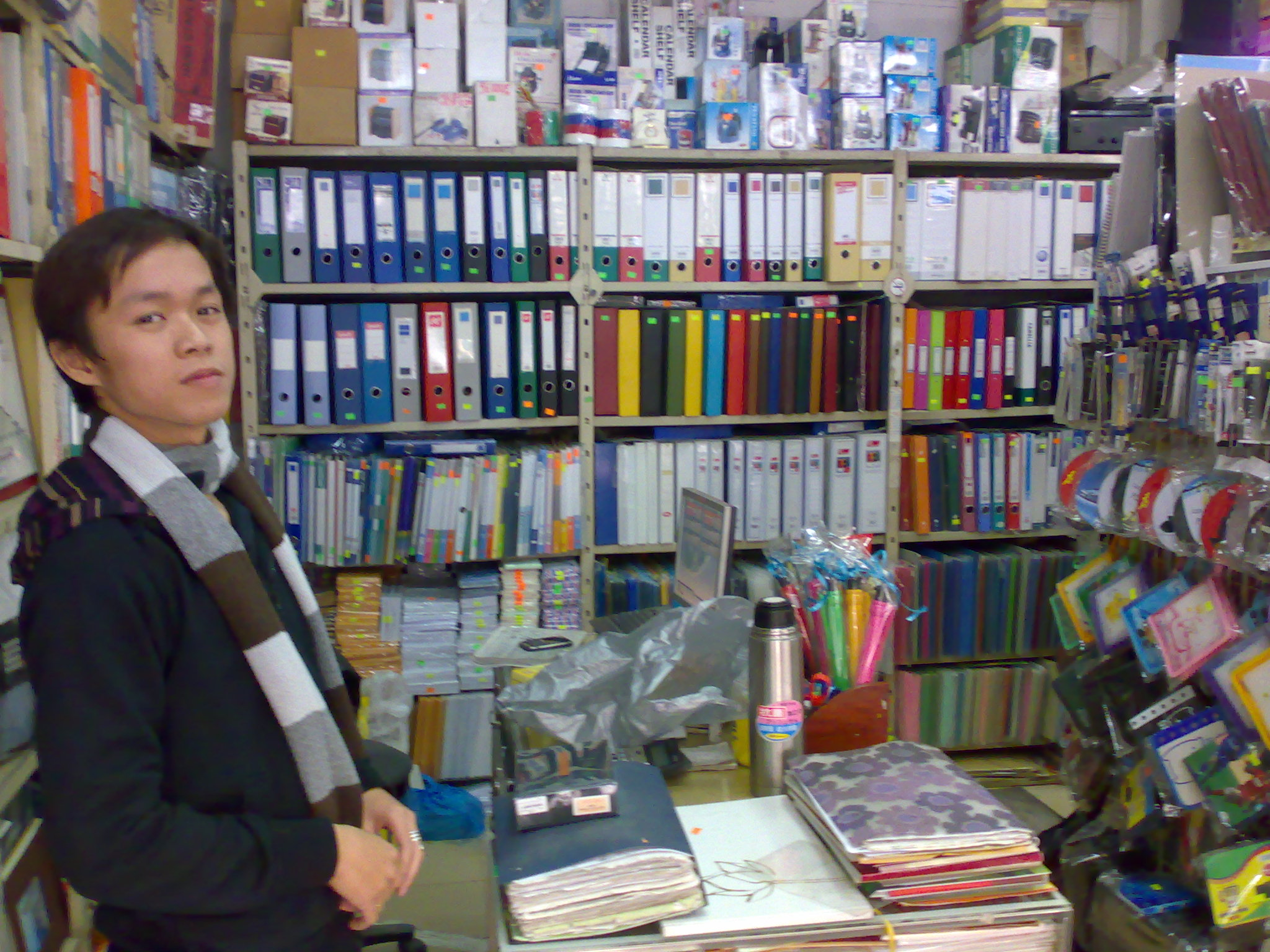
Магазин канцелярських товарів.

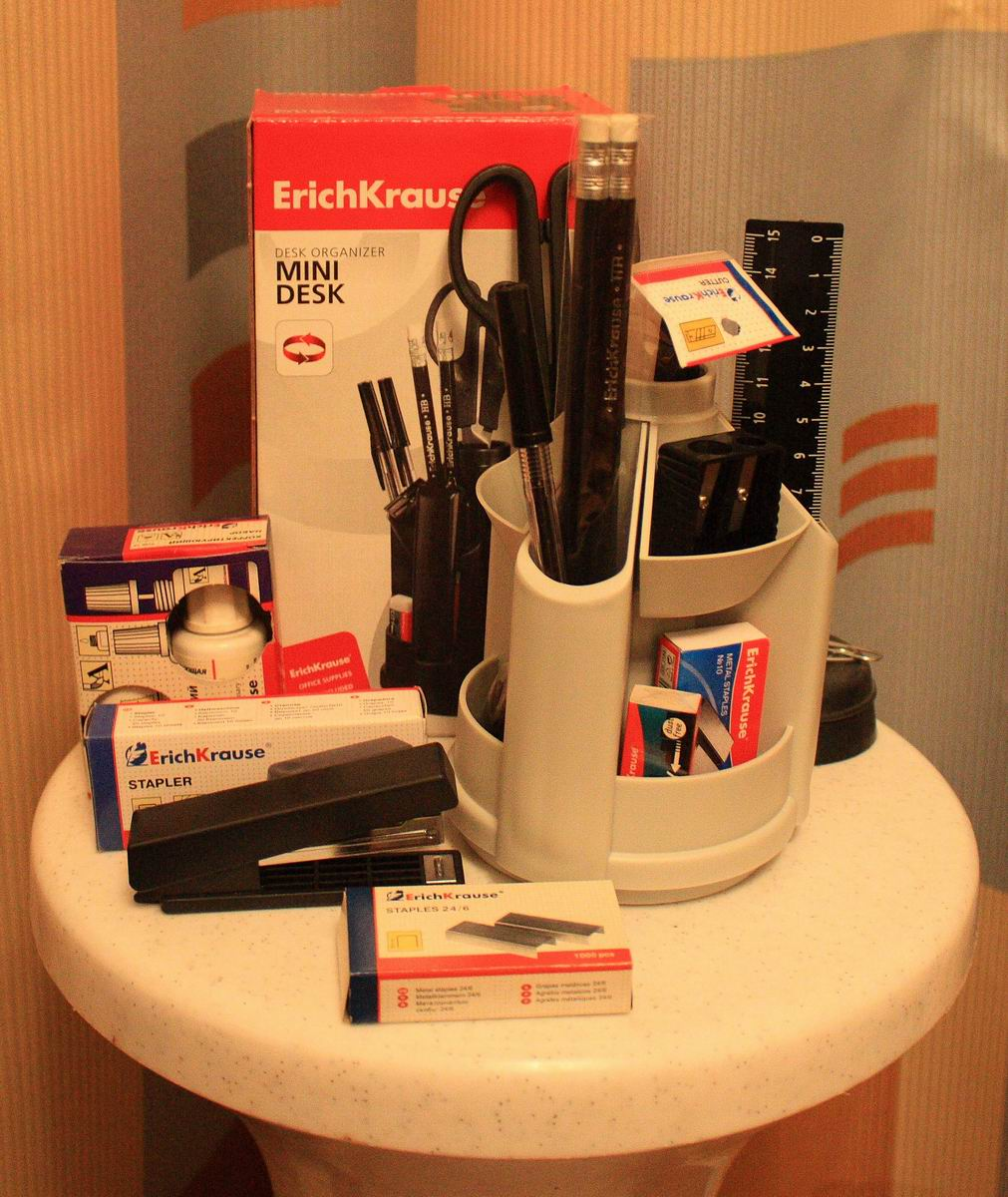

Канцелярські товари (канцтовари), збірн. канцелярія або канцелярське приладдя — вироби, що використовуються для листування та оформлення документації, навчання, творчості тощо.

## Список
- Степлер
- Антистеплер
- Блокнот
- Папір
- Чорнило
- Фотопапір
- Щоденник
- Діркопробивач
- Календар
- Канцелярська кнопка
- Олівець
- Конверт
- Лінійка
- Тека
- Гумка
- Ручка
- Швидкозшивач
- Скріпка
- Шпильки канцелярські
- Стікер
- Зошит
- Точилка
- Файл
- Маркер
- Циркуль
- Клейка стрічка
- Коробка
- Скоби
- Магніт для дошки
- Губка для дошки
- Губка магнітна
- Клей
- Коректор
- Пенали
- Ножиці офісні
- Папка-реєстратор
- Папка
- Папка на зав'язках
- Папка на блискавці
- Папка для зошитів
- Лоток для паперів
- Біндер
- Диспенсер для скотчу
- Наліпки
- Закладки
- Бокс для скріпок
- Куб для паперу
- Ножиці
- Ніж канцелярський
- Органайзер настільний
- Фарба штемпельна
- Зволожувач для пальців
- Обкладинки для зошитів
- Підставки канцелярські
- Діркопробивач

## Історія канцелярських товарів
З XIX століття канцелярське приладдя (особливо приладдя для письма) стали важливою частиною етикету; їхнє використання в деяких випадках, наприклад, відправлення надрукованого запрошення на весілля, стало дуже поширеним, тоді як раніше це вважалося образою. Багато чого з подібних норм поведінки могли бути придумані самими виробниками канцелярського приладдя — так, книга «Crane's Blue Book of Stationery» явно пов'язана з підприємством Crane & Co..
Останнім часом електронні носії дедалі більше загрожують виробникам канцелярського приладдя.